# Медведєв Юхим Григорович
Медведєв Юхим Григорович (також Ведмідів Юхим Григорович) (1 квітня 1886, Бахмут — 11 травня 1938) — радянський партійний і державний діяч в Україні, член УСДРП. 

## Життєпис
Народився у місті Бахмут (тепер Донецька область). Після закінчення навчання у Бахмутському ремісничому училищі, працював електротехніком на заводах Бахмута і Катеринослава. 3 1904 року — член РСДРП.
У 1917 році вступив до Української Соціал-Демократичної Робітничої Партії, був членом Харківського комітету УСДРП.  В 1917 році став ініціатором створення Харківської організації лівих українських соціал-демократів, яка в політичних кампаніях блокувалась з більшовиками. В грудні 1917 року виступив одним з організаторів Першого Всеукраїнського З'їзду рад селянських, робітничих і солдатських депутатів у Харкові. У кінці грудня очолив президію Центрального Виконавчого Комітету Рад України, підтримав більшовицьку політику, спрямовану на ліквідацію Української Народної Республіки.
В січні-лютому 1918 року Медведєв очолював делегацію народних комісарів на переговорах у Бересті. У березні 1918 року усунений з посади Голови президії ЦВК України.
З квітня 1919 року перебував у Москві, входив до складу закордонного бюро лівих українських соціал-демократів. З серпня 1919 року — член Української Комуністичної Партії (боротьбистів), а після її розпуску — КП(б)У.
На початку 1930-х років Медведєв вийшов зі складу більшовицької партії і відійшов від політичної діяльності. Жив у Харкові, перебував на різних господарських посадах за спеціальністю. В січні 1938 року заарештований органами УНКВС, звинувачений у приналежності до військово-терористичної організації і антирадянській діяльності та 11 травня 1938 року розстріляний. В 1957 році реабілітований.